# L'Homme à la mode

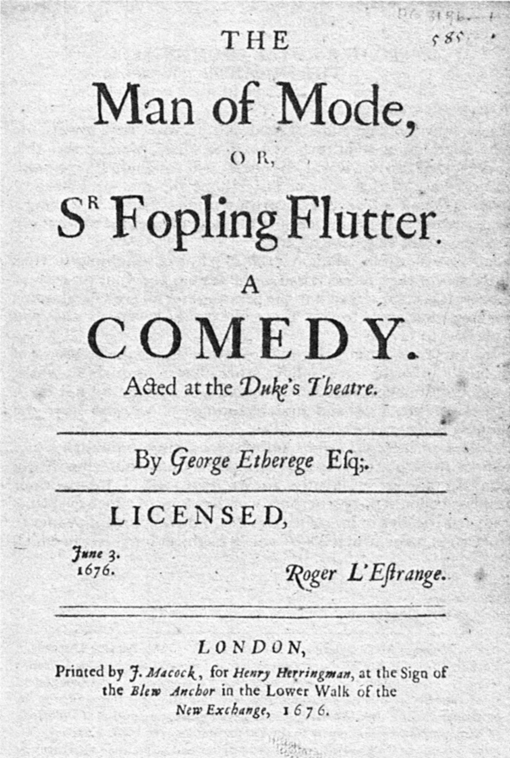
Frontispice de The Man of Mode

L'Homme à la mode, ou Sir Fopling Flutter (The Man of Mode, or Sir Fopling Flutter en anglais) est une comédie de la Restauration écrite par le dramaturge anglais George Etherege (ou Etheredge) et jouée pour la première fois en 1675. Elle s’inscrit dans l’esprit de la littérature de la Restauration anglaise.

## Argument
Le personnage principal se nomme Dorimant, un jeune homme ayant jeté son dévolu sur Bellinda. Dorimant entretient néanmoins déjà une liaison avec Lady Loveit, qui a la particularité d’être irascible et très jalouse. Le héros, pour se débarrasser de cette encombrante conquête, lui fait croire qu’il a cédé aux avances de Sir Fopling Flutter, surnommé avec dérision « l’homme à la mode », car d’une affection très française et ouvertement homosexuel.
Lady Loveit est dupe du mensonge, et va même jusqu’à tenter de séduire Flutter dans le seul but de rendre son ex-amant jaloux, ce qui donne lieu à plusieurs scènes comiques. Dorimant, contre toute attente, est affecté par cette mise en scène non parce qu’il ressent des sentiments particuliers pour Lady Loveit, mais tout simplement par orgueil d’ancien partenaire.

## Analyse
George Etherege, tout en s’inscrivant dans la lignée de Ben Jonson, renouvelle entièrement le genre de la comédie d’intrigue en Angleterre, prenant exemple sur les dramaturges français tels que Molière. La pièce ouvre la voie à l’esprit si particulier des pièces de William Congreve, vingt ans plus tard.